# Mátraballa
Mátraballa je obec v Maďarsku v župě Heves.
Rozkládá se na ploše 23,36 km² a v roce 2024 zde žilo 645 obyvatel.